# St. Peter und Paul (Untereichen)

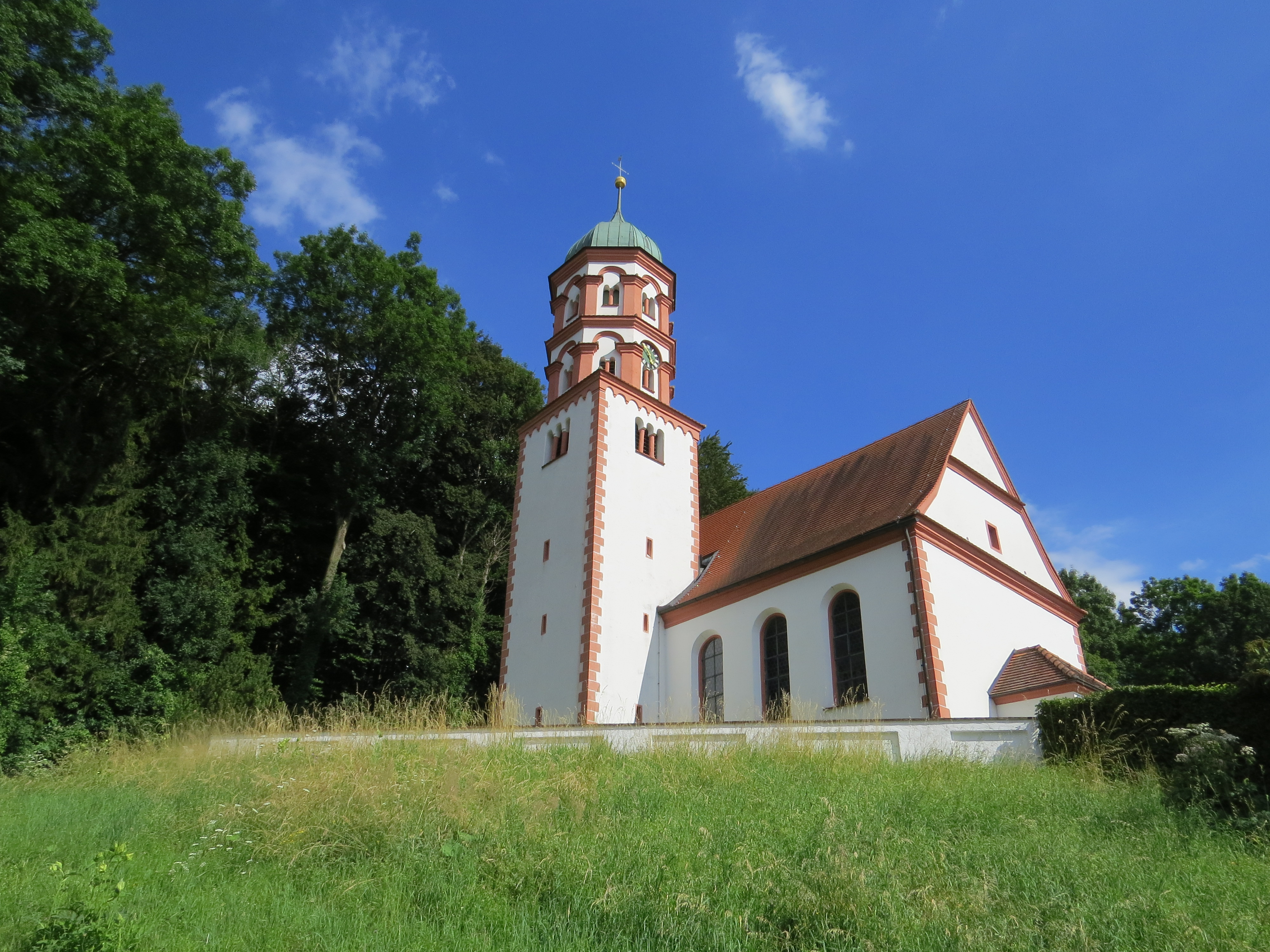
St. Peter und Paul in Untereichen

Die römisch-katholische Pfarrkirche St. Peter und Paul steht in Untereichen, einem Gemeindeteil von Altenstadt im schwäbischen Landkreis Neu-Ulm von Bayern. Das Bauwerk ist in der Liste der Baudenkmäler in Altenstadt als Baudenkmal unter der Nr. D-7-75-111-45 eingetragen. Die Pfarrei gehört zum Dekanat Neu-Ulm des Bistums Augsburg. Kirchenpatrone sind Simon Petrus und Paulus von Tarsus.

## Beschreibung
Der Entwurf der 1778 nach Abbruch des Vorgängerbaus errichteten Saalkirche wird Jakob Jehle zugeschrieben. Sie besteht aus einem Langhaus, einem eingezogenen, dreiseitig geschlossenen Chor im Osten, einer Sakristei an der Südwand und einem Chorflankenturm auf quadratischem Grundriss an der Nordwand des Chors, dessen untere Geschosse spätgotisch sind. Er wurde 1617 mit zwei Geschossen mit Pilastern an den acht Ecken aufgestockt und mit einer Glockenhaube bedeckt.
Der Innenraum des Langhauses ist mit einer Flachdecke überspannt. Der klassizistische Stuck wurde im Chor 1778 und im Langhaus 1819 eingebracht. Die Fresken, im Chor mit dem Abendmahl Jesu und im Langhaus mit Peter und Paul, hat 1819 Konrad Huber gestaltet. Der Hochaltar und die Kanzel wurden 1910/12 aufgestellt. Die Orgel wurde um 1840 von Joseph Anton Dreher gebaut.